# U-528
 U-528  — немецкая подводная лодка типа IXC/40, времён Второй мировой войны. 
Заказ на постройку субмарины был отдан 15 августа 1940 года. Лодка была заложена на верфи судостроительной компании «Дойче Верфт АГ» в Гамбурге 10 ноября 1941 года под строительным номером 343, спущена на воду 1 июля 1942 года, 16 сентября 1942 года под командованием капитан-лейтенанта Карла-Хайнца Фукса вошла в состав учебной 4-й флотилии. 1 апреля 1943 года вошла в состав 10-й флотилии. Лодка совершила один боевой поход, успехов не добилась. 11 мая 1943 года лодка была потоплена в Северной Атлантике, к юго-западу от Ирландии, в районе с координатами 46°55′ с. ш. 14°44′ з. д. глубинными бомбами с британского самолёта типа «Галифакс» и с британского шлюпа HMS Fleetwood. 11 членов экипажа погибли, 45 спаслись. 